# Moyogalpa
Moyogalpa es un municipio del departamento de Rivas en la República de Nicaragua, en la isla de Ometepe, es conocida como la isla comercial de Ometepe.

## Geografía
El término municipal limita al norte, sur y oeste con el Gran Lago Cocibolca, y al este  con el municipio de Altagracia. La cabecera municipal está ubicada a 181 kilómetros de la capital de Managua. La cabecera municipal tiene una Distancia de 17 kilómetros hacia el puerto de San Jorge. 
Existe relieve variado, planicies, llanuras, pequeños promontorios de rocas y arenales. Los suelos son arenosos a franco-arenosos muy erosionados de escasa profundidad, con área pedregosas, ondulados, atravesados por cárcavas que bajan del volcán Concepción. De la misma manera posee accidentes geográficos sumamente rupestres y pletóricos en riquezas arqueológica.

## Historia
Según datos arqueológicos fue fundada diez mil años antes de Cristo. Para la era Cristiana ya existían en Ometepe los Manges, más tarde para los siglos V y VI llegó la invasión de los Chorotegas y por último los Nicaraguas en los siglos IX y I todas estas etnias convirtieron a la isla en un Lugar Sagrado, por las Riquezas Arqueológicas que aún existen.
Constituyó una importante población del señorío indígena del cacique Nicarao, señor de la Religión del Istmo de Rivas, cuya residencia tuvo asiento en la actual planta urbana del municipio de San Jorge, hasta después de la venida de los españoles, es que la isla comenzó a sufrir las invasiones de los piratas franceses, ingleses y holandeses; estos pasaban robándoles sus alimentos, sus animales, tesoros y hasta mujeres. Omotepeye pasó a convertirse en refugio de piratas, donde guardaban sus botines.
Moyogalpa luego perdió su independencia, cuando toda la isla se convirtió en un pueblo común. En 1853, sin embargo, Moyogalpa estalló y se convirtió nuevamente en un municipio independiente. Moyogalpa fue elevado en 1999 de un pueblo al rango de ciudad.

## Demografía
Moyogalpa tiene una población actual de 10,606 habitantes. De la población total, el 51.7% son hombres y el 48.3% son mujeres. Casi el 46.1% de la población vive en la zona urbana.

## Naturaleza y clima
El municipio posee una precipitación anual que varía entre los 1400 y 1600 mm, caracterizándose por una buena distribución durante todo el año. Su temperatura oscila entre los 27 a 27,5 °C, lo que define al clima de sabana tropical como semi-húmedo.
En épocas remotas la flora era abundante, en el Volcán Concepción la vegetación cubría hasta la cúspide, antes de 1880 en que hizo su primera erupción. El despale voraz ha terminado con los bosques del municipio, aunque a pesar de todo vemos algunos bosques. A mediados del siglo XX la fauna era muy rica, abundaba el venado y muchas otras especies, pero con el crecimiento de la población, además de la caza sin control y la necesidad de alimentos, la fauna isleña está desapareciendo.

## Localidades
Existen un total de 7 comarcas rurales: Esquipulas, Los Ángeles, San Lázaro, Sacramento, La Concepción, La Flor y San José del Sur, así como un núcleos urbanos: Moyogalpa.
La población se divide en sus 7 localidades y el municipio de  Moyogalpa.

## Economía
Las principales actividades económicas son la agrícola y pecuaria, dependiendo en mayor proporción de los cultivos básicos como: arroz, frijol, maíz y plátano. Tenemos también cultivos de ajonjolí y sandía, pesca, Sector Comercio y Turismo.
El municipio de Moyogalpa es unos de los mayores productores de plátanos del país y el mayor productor de tabaco de la zona sur del país

## Cultura

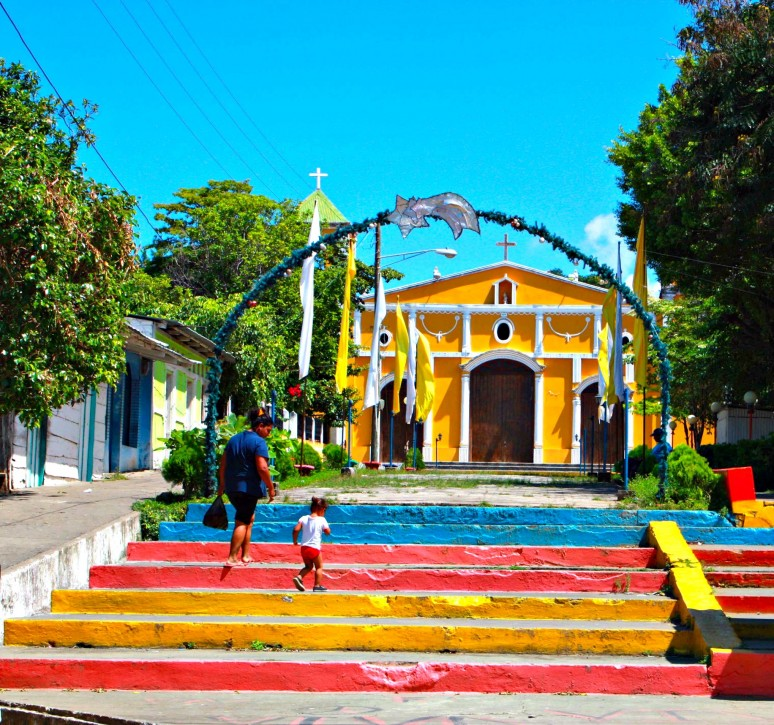
Iglesia de Moyogalpa

El municipio celebra su fiesta el 26 de junio en memoria de Santa Ana. El día se celebra con bailes y consumo de bebidas de cacao y maíz.

## Transporte

#### Transporte lacustre

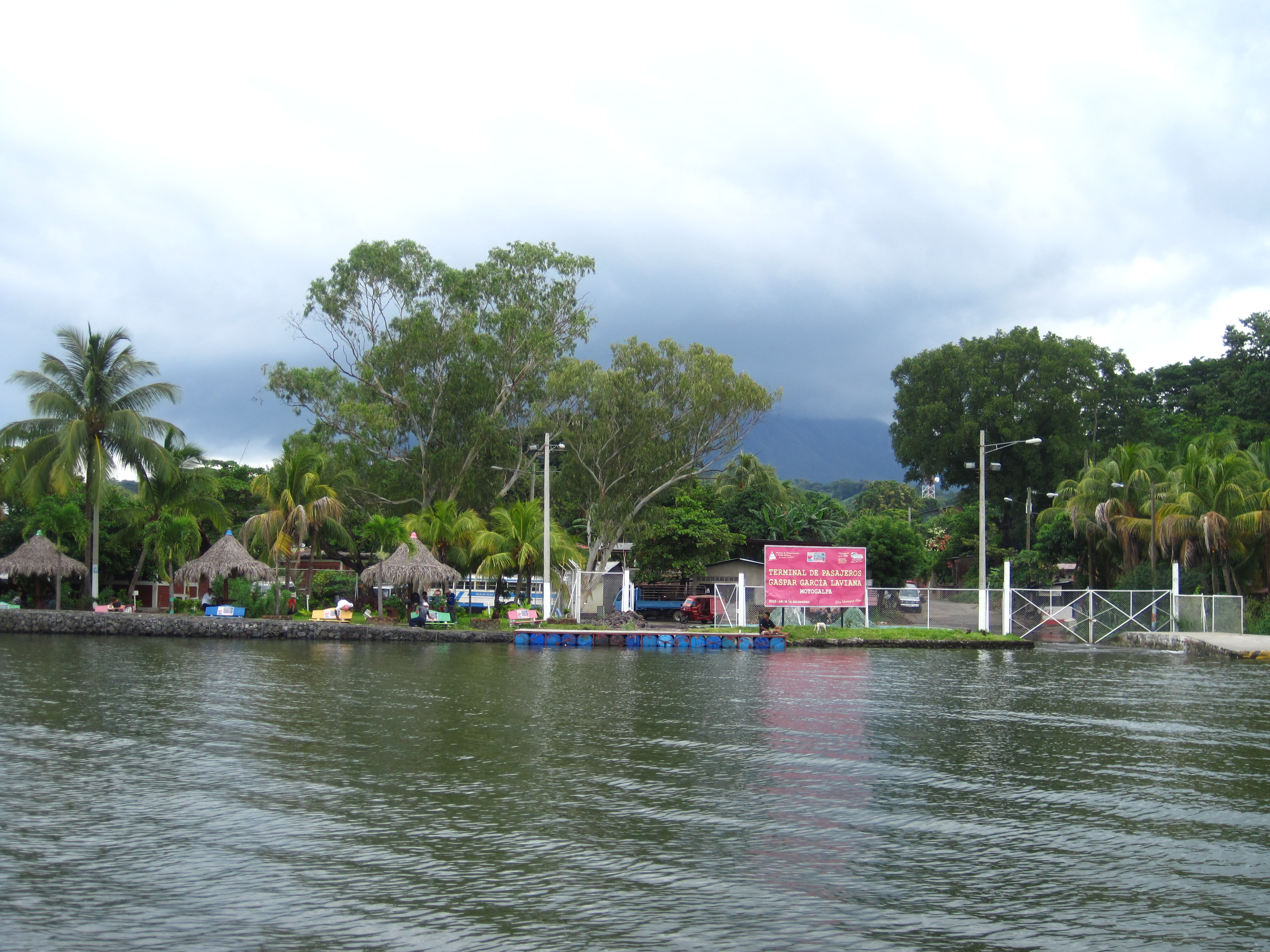
Puerto de Moyogalpa

Es un sistema de barcos y lanchas que salen cada hora de 5:30 a. m. a 5:00 p. m.

#### Transporte terrestre
Existen una red de dos carreteras que conectan al municipio de Moyogalpa con el municipio de Altagracia las cuales son el norte y el sur.
La carretera norte conecta moyogalpa con diferente localidades La Concepción, La Flor, San Marcos, Altagracia, etc.
La carretera sur es la más transitada y en mejores condiciones conecta el municipio de Moyogalpa con casi todas las localidades de Ometepe.

#### Aeropuerto Internacional La Paloma, Moyogalpa Ometepe, Nicaragua
El aeropuerto fue inaugurado el 14 de mayo de 2016.